# Flotsam Moraines
Flotsam Moraines är en kulle i Antarktis. Den ligger i Östantarktis. Nya Zeeland gör anspråk på området. Toppen på Flotsam Moraines är 1 117 meter över havet.
Terrängen runt Flotsam Moraines är kuperad, och sluttar österut. Trakten är obefolkad. Det finns inga samhällen i närheten. 